# William Basinski
William James Basinski (Houston, 25 de juny de 1958) és un músic d'avantguarda nord-americana basat a Los Angeles, Califòrnia. És també clarinetista, saxofonista, fa art sonor i vídeoart.
Un dels treballs més coneguts de Basinski és el seu àlbum format per quatre volums The Disintegration Loops (2002-2003), construït a partir de cintes magnetofòniques que tenen vint anys d'antiguitat en estat progressiu de deterioració, de la seva música anterior.

## Biografia

### Primers anys de vida
William James Basinski va néixer en 1958 a Houston, Texas. i afirma que va tenir les seves primeres experiències musicals "realment místiques, meravelloses i màgiques" quan era un nen, a l'església St. Anne de Houston. El seu pare era un científic contractat per la NASA, cosa que va provocar que la família es mudés amb freqüència. Basinski diu que va saber que era gai des d'una edat primerenca.
Clarinetista de formació clàssica, Basinski va estudiar saxòfon per a jazz i composició en la Universitat del Nord de Texas a finals de la dècada de 1970. L'any 1978, inspirat per músics del minimalisme com Steve Reich i Brian Eno, va començar a desenvolupar el seu propi vocabulari utilitzant bucles de cinta i cassets antics de bobina oberta. Va desenvolupar el seu estil meditatiu i melancòlic experimentant amb melodies curtes en bucle tocades contra si mateixes creant bucles de retroalimentació.

### Carrera
La seva primera publicació va ser Shortwavemusic. Tot i que el va crear l'any 1983, va ser llançat per primera vegada en vinil en una petita edició el 1998 pel sub-segell Raster-Noton de Carsten Nicolai. Després va seguir Watermusic, acte-editat el 2000 amb el seu segell de discos 2062 Basinski. Un altre treball de dos discos va ser Variations: A Movement in Chrome Primitive, del 1980, que finalment va ser publicat el 2004 per David Tibet amb el segell Durtro/Die Stadt. En el moment en què es va crear aquest treball, Basinski estava experimentant amb composicions per a piano i bucles de cinta.
Al llarg de la dècada de 1980, Basinski va crear un gran arxiu de treballs experimentals utilitzant sistemes de retard i bucle de cinta, sons oposats (concepte similar al del "art trobat") i estàtica de ràdio d'ona curta . Va ser membre de moltes bandes, incloses Gretchen Langheld Ensemble i House Afire. L'any 1989 va obrir el seu propi espai d'actuació, Arcadia, al 118 N. 11th Street. En una ocasió, va tocar com a teloner de David Bowie, tocant el saxòfon amb la banda de rockabilly The Rockats. Més tard, Basinski dedicaria una pista de Shadow in Time a Bowie.
Durant l'agost i setembre de 2001, es va posar a treballar en el que es convertiria en la seva peça més reconeguda, l'àlbum de quatre volums The Disintegration Loops. Els enregistraments es van basar en bucles de cintes antigues amb la qualitat molt degradada. En intentar salvar els enregistraments en format digital, les cintes es van enfonsar lentament i van deixar una marca de temps en l'historial de la seva desaparició.

## Discografia

### Àlbums d'estudi
- Shortwavemusic (1998, Raster-Noton)
- Watermusic (2000, 2062)
- The Disintegration Loops (2002, 2062)
- The River (2002, Raster-Noton)
- The Disintegration Loops II (2003, 2062)
- Watermusic II (2003, 2062)
- Melancholia (2003, 2062)
- The Disintegration Loops III (2003, 2062)
- A Red Score in Tile (2003, Three Poplars)
- The Disintegration Loops IV (2003, 2062)
- Variations: A Movement in Chrome Primitive (2004, Durtro/Die Stadt)
- Untitled (2004, Spekk) (with Richard Chartier)
- Silent Night (2004, 2062)
- The Garden of Brokenness (2006, 2062)
- Variations for Piano and Tape (2006, 2062)
- El Camino Real (2007, 2062)
- 92982 (2009, 2062)
- Vivian & Ondine (2009, 2062)
- Aurora Liminalis (2013, Line) (with Richard Chartier)
- Nocturnes (2013, 2062)
- Cascade (2015, 2062)
- The Deluge (2015, 2062)
- Divertissement (2015, Important Records) (with Richard Chartier)
- A Shadow in Time (2017, 2062)
- Selva Oscura (2018, Temporary Residence Limited) (with Lawrence English)
- On Time Out of Time (2019, Temporary Residence Limited)
- Hymns of Oblivion (2020, self-released)
- Lamentations (2020, Temporary Residence Limited)
- " . . . on reflection " (2022, Temporary Residence Limited) (with Janek Schaefer)
- The Clocktower at the Beach (2023, Line)

### Àlbums recopilatoris
- The Disintegration Loops (2012, Temporary Residence Limited)

## Bandes sonores
- Pursuit of Loneliness (2012)